# Rigadin poète
Pour plus de détails, voir Fiche technique et Distribution.
Rigadin poète est un film muet français réalisé par Georges Monca, sorti en 1912.

## Fiche technique
- Titre : Rigadin poète
- Réalisation : Georges Monca
- Scénario : Charles Prince
- Photographie :
- Montage :
- Société de production : Société cinématographique des auteurs et gens de lettres (S.C.A.G.L)
- Société de distribution : Pathé Frères
- Pays d'origine :  France
- Langue : film muet avec les intertitres en français
- Métrage : 175 mètres
- Format : Noir et blanc — 35 mm — 1,33:1 — Muet
- Genre :  Comédie
- Durée : 5 minutes et 40 secondes
- N° de catalogue Pathé : 4767
- Dates de sortie : 
  - France : 25 janvier 1912

## Distribution
- Charles Prince : Rigadin
- Émile Mylo
- Armand Lurville
- Édouard Delmy
- Gabrielle Chalon
- Gabrielle Debrives